# Турово (Західнопоморське воєводство)
Турово (пол. Turowo) — село в Польщі, у гміні Щецинек Щецинецького повіту Західнопоморського воєводства.
Населення — 1130 осіб (2011).

## Демографія
Демографічна структура станом на 31 березня 2011 року:
|          | Загалом | Допрацездатний вік | Працездатний вік | Постпрацездатний вік |
| -------- | ------- | ------------------ | ---------------- | -------------------- |
| Чоловіки | 549     | 126                | 391              | 32                   |
| Жінки    | 581     | 143                | 356              | 82                   |
| Разом    | 1130    | 269                | 747              | 114                  |